# Принія бура
Принія бура (Prinia polychroa) — вид горобцеподібних птахів родини тамікових (Cisticolidae). Мешкає в Індокитаї і на острові Ява.

## Підвиди
Виділяють два підвиди:
- P. p. polychroa (Temminck, 1828) — Ява;
- P. p. deignani Alström et al, 2019 — Індокитай.

За результатами молекурярно-генетичного дослідження 2019 року індокитайські популяції були виділені в окремий підвид P. p. deignani, названий на честь американського орнітолога Герберта Дейнана, бірманську і аннамську принію було визнано окремими видами, а P. c. bangsi, якого раніше вважали підвидом бурої принії, був визаний підвидом гірської принії.

## Поширення і екологія
Бурі принії поширені в Таїланді, Лаосі, В'єтнамі, Камбоджі і Індонезії. Вони живуть в сухих чагарникових заростях і на сухих пасовищах.